# Uffenheim
Uffenheim è una cittadina di 6 439 abitanti (2003) nel distretto rurale di Neustadt an der Aisch-Bad Windsheim in Baviera, Germania. Si trova 14 km a ovest di Bad Windsheim e 36 km a sudovest di Würzburg.

## Amministrazione

### Gemellaggi
Uffenheim è gemellata con:
- Pratovecchio, dal 1981
- Égletons
- Kolbudy